# Herlufsholm Sogn
Herlufsholm Sogn er et sogn i Næstved Provsti (Roskilde Stift). Ved oprettelsen af sognet i 1560 blev ødekirken Ladby Kirke nedlagt.
I 1800-tallet var Herlufsholm Sogn et selvstændigt pastorat. Det hørte til Øster Flakkebjerg Herred i Sorø Amt. Herlufsholm sognekommune blev ved kommunalreformen i 1970 indlemmet i Næstved Kommune.
I Herlufsholm Sogn ligger Herlufsholm Kirke.
I sognet findes følgende autoriserede stednavne:
- Friheden (areal)
- Guderup (bebyggelse, ejerlav)
- Herlufsholm (ejerlav, landbrugsejendom)
- Klosterskoven (bebyggelse)
- Ladby (bebyggelse, ejerlav)
- Lille Næstved (bebyggelse, ejerlav)
- Ny Holsted (bebyggelse)
- Overdrevshuse (bebyggelse)
- Sandstræde (bebyggelse)